# Konstantyn Paleolog

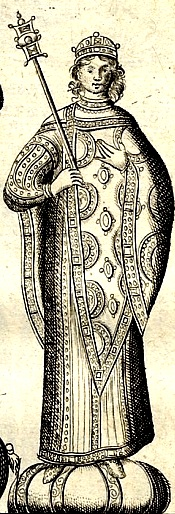
Konstantyn Paleolog

Konstantyn Paleolog, (gr.) Κωνσταντῖνος Παλαιολόγος (ur. 1261, zm. 5 maja 1306) – syn Michała VIII Paleologa i Teodory Doukainy Watatziny, wnuczki cesarza Jana III Watatzesa.

## Życiorys
Urodził się jesienią 1261 w Konstantynopolu, który właśnie został odzyskany z rąk cesarstwa łacińskiego w sierpniu. Nosił tytuł despoty. 
W 1280 walczył przeciwko Serbom w Macedonii, następnie przeciwko Turkom w Azji Mniejszej. W 1293 został umieszczony przez swojego brata  Andronika II Paleologa w areszcie. Następnie mnichem. Zmarł w Konstantynopolu w dniu 5 maja 1306 roku. Jego synem był Jan Paleolog, panhypersebastos i cezar. 